# Улькс
Улькс (італ. Oulx, п'єм. Ols) — муніципалітет в Італії, у регіоні П'ємонт,  метрополійне місто Турин.
Улькс розташований на відстані близько 580 км на північний захід від Рима, 70 км на захід від Турина.
Населення — 3292 особи (2014).
Щорічний фестиваль відбувається 16 серпня. Покровитель — святий Рох.

## Демографія
Населення за роками:

Станом на 1 січня 2023 року в муніципалітеті офіційно проживало 330 іноземців з 27 країн, серед них 244 громадяни країн Євросоюзу та 3 громадяни України.

## Сусідні муніципалітети
- Бардонеккія
- Чезана-Торинезе
- Ексіллес
- Неваш (Франція)
- Праджелато
- Сальбертранд
- Саузе-д'Улькс
- Сестрієре